# اندیس شکسته سبز ۲
شکسته سبز ۲ یک اندیس فلزی است که در حوالی شهر شارقنج استان خراسان قرار دارد و مادهٔ معدنی موجود در آن، مس است.سنگ میزبان این اندیس توف ، جریان لاوا است و دیرینگی آن به دوران ائوسن می‌رسد. در این اندیس، پاراژنز‌های آزوریت یافت می‌شوند.